# Pseudimbrasia deyrollei
Pseudimbrasia deyrollei är en fjärilsart. Pseudimbrasia deyrollei ingår i släktet Pseudimbrasia och familjen påfågelsspinnare. Inga underarter finns listade i Catalogue of Life.